# Lista das Convenções da Haia de Direito Internacional Privado
Esta é uma lista das Convenções assinadas pelos Estados membros da Conferência da Haia de Direito Internacional Privado (HCCH). Desde a sua criação, mais de 40 convenções e instrumentos foram adotados sob os auspícios da Conferência.

## Convenções adotadas antes de 1945
- Convenção de 12 de junho de 1902 relativa à solução de conflitos de leis relativas ao casamento
- Convenção de 12 de junho de 1902 relativa à solução de conflitos de leis e jurisdições em matéria de divórcio e separação
- Convenção de 12 de junho de 1902 relativa ao estabelecimento da tutela de menores
- Convenção de 17 de julho de 1905 relativa ao processo civil
- Convenção de 17 de julho de 1905 relativa aos conflitos de leis no que respeita aos efeitos do casamento sobre os direitos e deveres dos cônjuges nas suas relações pessoais e no que diz respeito aos seus bens
- Convenção de 17 de julho de 1905 relativa à privação de direitos civis e medidas similares de proteção

## Convenções
1. Estatuto da Conferência da Haia de Direito Internacional Privado
2. Convenção de 1 de março de 1954 sobre processo civil
3. Convenção de 15 de junho de 1955 sobre a lei aplicável às vendas internacionais de mercadorias
4. Convenção de 15 de abril de 1958 sobre a lei que rege a transferência de propriedade na venda internacional de mercadorias
5. Convenção de 15 de abril de 1958 sobre a jurisdição do foro escolhido em caso de vendas internacionais de mercadorias
6. Convenção de 15 de junho de 1955 relativa à solução de conflitos entre a lei da nacionalidade e a lei do domicílio
7. Convenção de 1º de junho de 1956 relativa ao reconhecimento da personalidade jurídica das empresas, associações e instituições estrangeiras
8. Convenção de 24 de outubro de 1956 sobre a lei aplicável às obrigações alimentares para com os filhos
9. Convenção de 15 de abril de 1958 relativa ao reconhecimento e execução de decisões relativas a obrigações de alimentos para crianças
10. Convenção de 5 de outubro de 1961 relativa aos poderes das autoridades e à lei aplicável em matéria de proteção de menores
11. Convenção de 5 de outubro de 1961 sobre os conflitos de leis relativas à forma das disposições testamentárias
12. Convenção de 5 de outubro de 1961 sobre a abolição da exigência de legalização de documentos públicos estrangeiros (Convenção da Apostila da Haia)
13. Convenção de 15 de novembro de 1965 sobre jurisdição, lei aplicável e reconhecimento de decretos relativos a adoções
14. Convenção de 15 de novembro de 1965 sobre a Citação no Exterior de Documentos Judiciais e Extrajudiciais em Matéria Civil ou Comercial (Convenção de Citação da Haia)
15. Convenção de 25 de novembro de 1965 sobre a eleiçã de foro
16. Convenção de 1º de fevereiro de 1971 sobre o reconhecimento e a execução de sentenças estrangeiras em matéria civil e comercial
17. Protocolo Suplementar de 1º de fevereiro de 1971 à Convenção sobre o Reconhecimento e Execução de Sentenças Estrangeiras em Matéria Civil e Comercial
18. Convenção de 1º de junho de 1970 sobre o reconhecimento de divórcios e separações judiciais
19. Convenção de 4 de maio de 1971 sobre a Lei Aplicável aos Acidentes de Trânsito
20. Convenção de 18 de março de 1970 sobre a obtenção de provas no exterior em matéria civil ou comercial
21. Convenção de 2 de outubro de 1973 relativa à administração internacional dos bens de pessoas falecidas
22. Convenção de 2 de outubro de 1973 sobre a lei aplicável à responsabilidade por produtos
23. Convenção de 2 de outubro de 1973 sobre o reconhecimento e a execução de decisões relativas a obrigações alimentares
24. Convenção de 2 de outubro de 1973 sobre a lei aplicável às obrigações alimentares
25. Convenção de 14 de março de 1978 sobre a lei aplicável aos regimes matrimoniais
26. Convenção de 14 de março de 1978 sobre a  celebração e o reconhecimento da validade do casamento
27. Convenção de 14 de março de 1978 sobre a lei aplicável à representação processual
28. Convenção de 25 de outubro de 1980 sobre os Aspectos Civis do Rapto Internacional de Crianças
29. Convenção de 25 de outubro de 1980 sobre o Acesso Internacional à Justiça
30. Convenção de 1º de julho de 1985 sobre a lei aplicável aos trusts e seu reconhecimento
31. Convenção de 22 de dezembro de 1986 sobre a lei aplicável aos contratos de venda internacional de mercadorias
32. Convenção de 1 de agosto de 1989 sobre a lei aplicável à sucessão aos bens dos falecidos
33. Convenção de 29 de maio de 1993 sobre proteção de crianças e cooperação em relação à adoção internacional
34. Convenção de 19 de Outubro de 1996 sobre Jurisdição, Lei Aplicável, Reconhecimento, Execução e Cooperação em matéria de Responsabilidade Parental e Medidas de Protecção das Crianças
35. Convenção de 13 de janeiro de 2000 sobre a proteção internacional de adultos
36. Convenção de 5 de julho de 2006 sobre a lei aplicável a certos direitos relativos a valores mobiliários detidos por um intermediário
37. Convenção de 30 de junho de 2005 sobre Acordos de Eleição do Foro
38. Convenção de 23 de novembro de 2007 sobre Cobrança Internacional de Pensão Alimentícia e Outras Formas de Pensão Familiar
39. Protocolo de 23 de Novembro de 2007 sobre a Lei Aplicável às Obrigações Alimentares
40. Princípios sobre Escolha de Lei em Contratos Comerciais Internacionais
41. Convenção de 2 de julho de 2019 sobre o reconhecimento e a execução de sentenças estrangeiras em matéria civil ou comercial (Convenção de Sentenças da Haia)